# Szkoła mistrzostwa sportowego

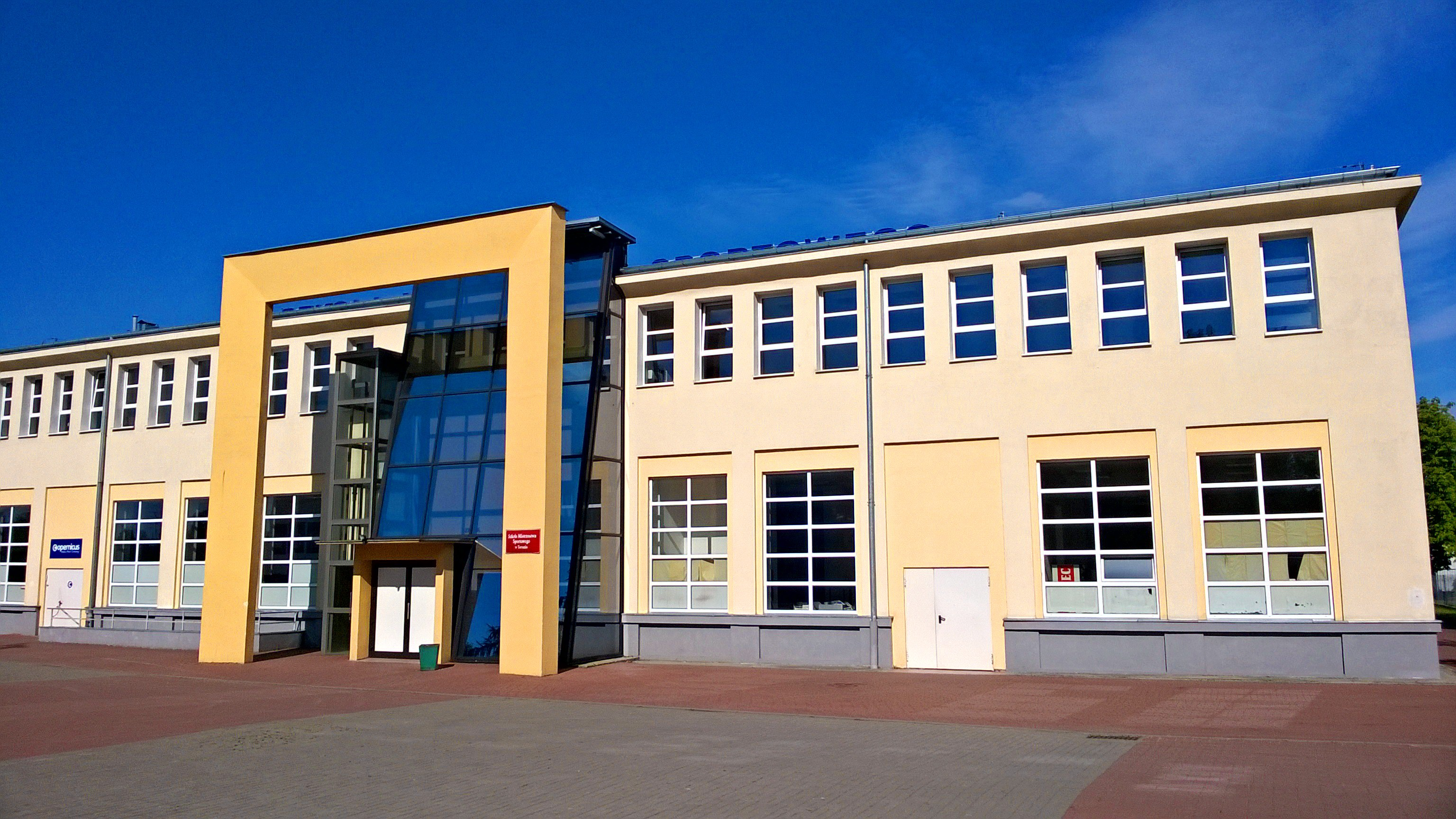
Szkoła Mistrzostwa Sportowego w Toruniu, kształci m.in. wioślarzy

Szkoła mistrzostwa sportowego (skrótowo SMS) – rodzaj szkół sportowych w Polsce, które prowadzą szkolenie sportowe w jednej lub kilku dyscyplinach sportu, w co najmniej jednym oddziale, w kolejnych co najmniej trzech klasach danego typu szkoły. Szkoły mistrzostwa sportowego prowadzą szkolenie sportowe w większym wymiarze godzinowym niż szkoły sportowe.
Szkołami mistrzostwa sportowego mogą być szkoły podstawowe oraz szkoły ponadpodstawowe dla młodzieży.

## Tworzenie szkół mistrzostwa sportowego
Zasady działania szkół mistrzostwa sportowego (oraz klas i szkół sportowych) uregulowało zarządzenie Ministra Edukacji Narodowej z dnia 12 lutego 1997. Możliwość tworzenia szkół mistrzostwa sportowego wprowadzona została rozporządzeniem Ministra Edukacji Narodowej i Sportu z dnia 30 lipca 2002, określającym przy tym warunki tworzenia i funkcjonowania tego rodzaju szkół. Warunkiem utworzenia takiej szkoły jest posiadanie obiektów lub urządzeń sportowych niezbędnych dla realizacji szkolenia sportowego, lub możliwość korzystania z obiektów należących do innych jednostek organizacyjnych, potwierdzone umową zawartą pomiędzy organem prowadzącym szkołę a daną jednostką.

## Szkolenie

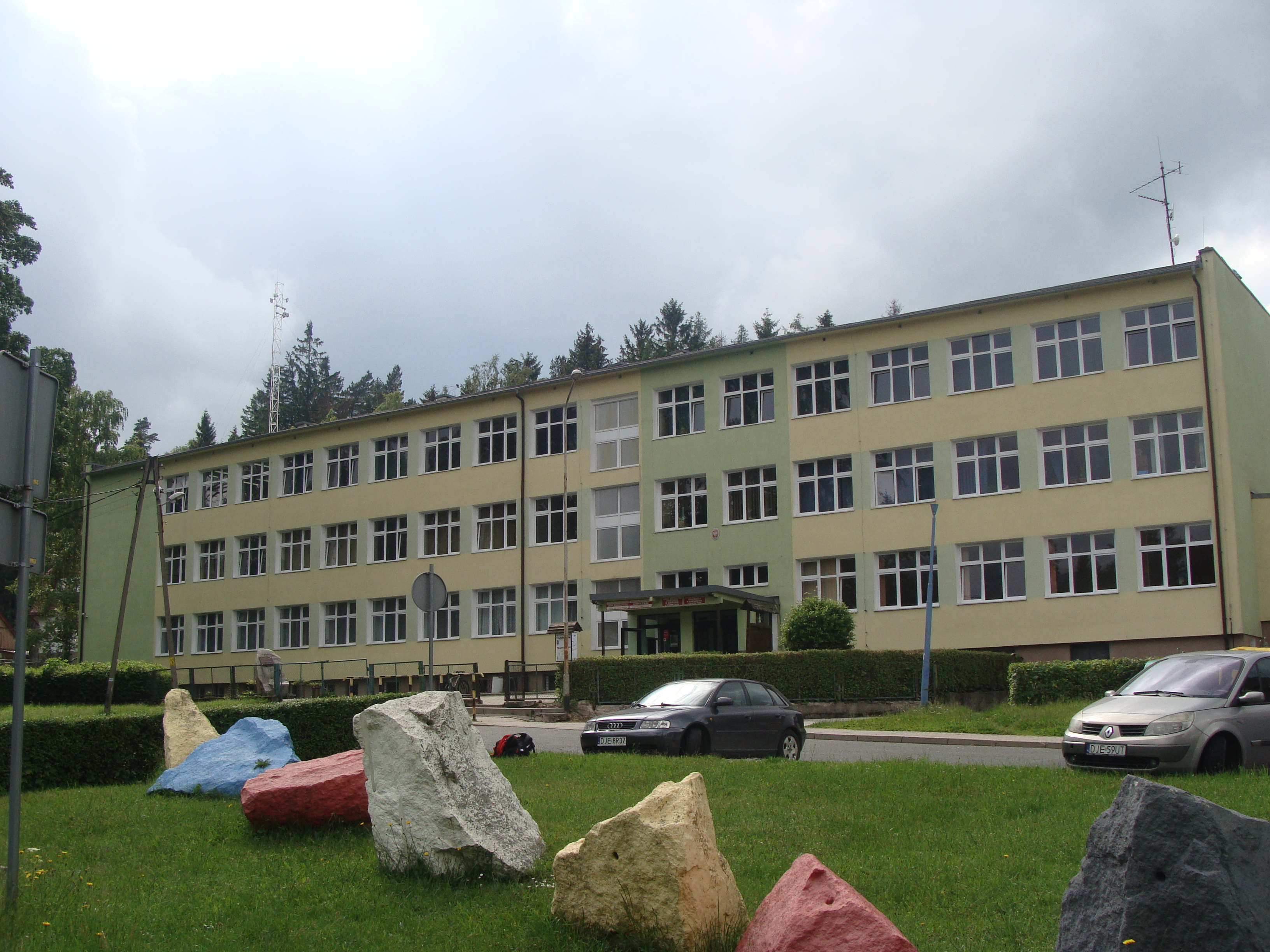
Szkoła Mistrzostwa Sportowego w Szklarskiej Porębie, kształcąca m.in. biathlonistów, badmintonistów i lekkoatletów

Uczniowie szkół mistrzostwa sportowego odbywają tygodniowo co najmniej 16 godzin zajęć sportowych.
W szkołach mistrzostwa sportowego realizuje się następujące etapy szkolenia sportowego:
- ukierunkowany – realizowany w klasach IV–VIII szkoły podstawowej; Jego głównym celem ujawnienie predyspozycji i uzdolnień uczniów i określenie dyscypliny lub dziedziny sportu, w której nastąpi dalsze szkolenie
- specjalistyczny – realizowany w szkołach ponadpodstawowych.

Wyjątkiem są dyscypliny takie jak pływanie, gimnastyka artystyczna, gimnastyka sportowa, akrobatyka sportowa, łyżwiarstwo figurowe, narciarstwo alpejskie i tenis stołowy, w których ukierunkowany etap szkolenia sportowego może być realizowany począwszy od I klasy szkoły podstawowej, a specjalistyczny, począwszy od I klasy gimnazjum.
Szkoły mogą w szerokim zakresie współpracować z polskimi związkami sportowymi, klubami sportowymi, innymi stowarzyszeniami kultury fizycznej lub szkołami wyższymi prowadzącymi studia na kierunku wychowanie fizyczne. Współpraca może dotyczyć wzajemnego udostępniania obiektów lub urządzeń sportowych, korzystania z opieki medycznej i odnowy biologicznej, prowadzenia pomiarów, a także umożliwienie uczniom uczestnictwa w zawodach krajowych i międzynarodowych.
Wiele szkół mistrzostwa sportowego, kształcących w dyscyplinach drużynowych, takich jak piłka nożna czy piłka siatkowa, wystawia w rozgrywkach ligowych drużyny złożone z wyróżniających się uczniów.

## Polskie SMS-y
- Szkoła Mistrzostwa Sportowego w Białymstoku
- Szkoła Mistrzostwa Sportowego w Bielsku-Białej
- Szkoła Mistrzostwa Sportowego w Bytomiu
- Szkoła Mistrzostwa Sportowego w Chorzowie
- Szkoła Mistrzostwa Sportowego w Dusznikach-Zdroju
- Szkoła Mistrzostwa Sportowego w Gdańsku
- Szkoła Mistrzostwa Sportowego w Głogowie
- Szkoła Mistrzostwa Sportowego w Gniewinie
- Szkoła Mistrzostwa Sportowego w Gorzowie Wielkopolskim
- Szkoła Mistrzostwa Sportowego w Jarosławiu
- Szkoła Mistrzostwa Sportowego w Jastrzębiu-Zdroju
- Szkoła Mistrzostwa Sportowego w Karpaczu
- Szkoła Mistrzostwa Sportowego w Kwidzynie
- Szkoła Mistrzostwa Sportowego w Katowicach
- Szkoła Mistrzostwa Sportowego w Kielcach
- Szkoła Mistrzostwa Sportowego w Koźlu
- Zespół Szkół Ogólnokształcących Mistrzostwa Sportowego w Krakowie
- Szkoła Mistrzostwa Sportowego w Mielcu
- Szkoła Mistrzostwa Sportowego w Łodzi
- Szkoła Mistrzostwa Sportowego w Łomiankach
- Szkoła Mistrzostwa Sportowego w Olsztynie
- Zespół Szkół Ogólnokształcących Mistrzostwa Sportowego w Ostrowcu Świętokrzyskim
- Szkoła Mistrzostwa Sportowego w Oświęcimiu
- Szkoła Mistrzostwa Sportowego w Płocku
- Szkoła Mistrzostwa Sportowego w Poznaniu
- Szkoła Mistrzostwa Sportowego w Pruszkowie
- Szkoła Mistrzostwa Sportowego w Raciborzu
- Szkoła Mistrzostwa Sportowego w Radomiu
- Szkoła Mistrzostwa Sportowego w Radzionkowie
- Szkoła Mistrzostwa Sportowego w Rudzie Śląskiej
- Szkoła Mistrzostwa Sportowego w Rzeszowie
- Szkoła Mistrzostwa Sportowego w Słupsku
- Szkoła Mistrzostwa Sportowego w Sosnowcu
- Szkoła Mistrzostwa Sportowego w Spale
- Szkoła Mistrzostwa Sportowego w Stężycy
- Szkoła Mistrzostwa Sportowego w Szczecinie
- Szkoła Mistrzostwa Sportowego w Szczyrku
- Zespół Szkół Ogólnokształcących i Mistrzostwa Sportowego w Szklarskiej Porębie
- Szkoła Mistrzostwa Sportowego w Świdnicy
- Szkoła Mistrzostwa Sportowego w Tarnowie
- Szkoła Mistrzostwa Sportowego w Toruniu
- Szkoła Mistrzostwa Sportowego w Tychach (powstała w 2017 roku)[1]
- Szkoła Mistrzostwa Sportowego w Ustrzykach Dolnych
- Szkoła Mistrzostwa Sportowego w Wałczu
- Szkoła Mistrzostwa Sportowego w Warszawie
- Szkoła Mistrzostwa Sportowego w Wieliczce
- Szkoła Mistrzostwa Sportowego we Wrocławiu
- Szkoła Mistrzostwa Sportowego w Zabrzu
- Szkoła Mistrzostwa Sportowego w Zakopanem
- Szkoła Mistrzostwa Sportowego w Zamościu